# 亞浩
聖亞浩（英語：Aldhelm，639年—709年5月25日），是一名英格蘭七王國時代韋塞克斯的天主教神職人員，曾任茅馬斯堡院長。公元705年晉升薛邦尼主教。也被稱為韋塞克斯使徒。 相傳他生自韋塞克斯王室。